# Чащи
Чащи — деревня в Ельнинском районе Смоленской области России. Входит в состав Коробецкого сельского поселения.
По состоянию на 2007 год постоянного населения не имеет

## География
Расположена в юго-восточной части области в 33 км к северо-востоку от города Ельня, в 6 км к северо-западу от границы с Калужской областью.

## История
Входила в состав Мазовского сельского поселения с 2004 года по 2017. С 5 июня 2017 года в состав Коробецкого сельского поселения.
В годы Великой Отечественной войны деревня была местом ожесточённых боёв и дважды была оккупирована гитлеровскими войсками. 1-й раз в июле 1941 года (освобождена в ходе Ельнинской операции), 2-й раз в октябре 1941 года (освобождена в ходе Ельнинско-Дорогобужской операции в 1943 году). В 1942 в районе деревни действовал 4-й воздушно-десантный корпус. Была освобождена 68-й армией.

## Население
1. Н/Д[7]

1. Н/Д[8]

## Транспорт
В 14 км южнее деревни железнодорожная станция 475-й км на линии Смоленск — Сухиничи.